# Musculus incisivus labii inferioris
A musculus incisivus labii inferioris egy apró járulékos izom mely a száj körüli izmokhoz tartozik. (közkincs kép nem áll rendelkezésre)

## Eredés, tapadás, elhelyezkedés
A processus alveolaris mandibulaen, a metszőfogak környékéről ered. Ferdén fut kifelé majd a modiolusban tapad és a száj körüli izommal (musculus orbicularis oris) keveredik.

## Beidegzés
A nervus facialis idegzi be.